# Bebé spiritista

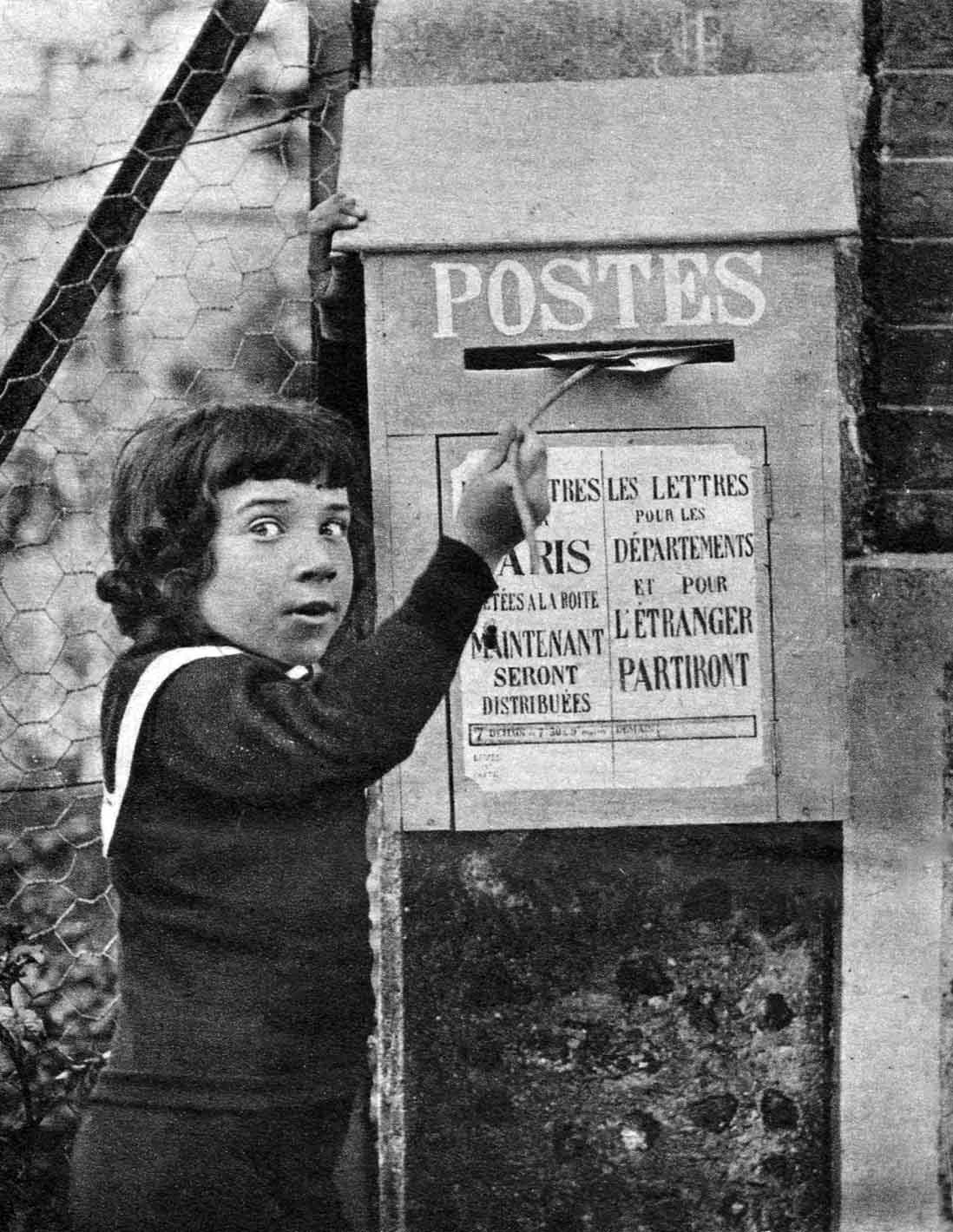
Un fotogramma del film

Bebé spiritista (Bébé fait du spiritisme o Bébé spirite) è un cortometraggio muto del 1911 diretto da Louis Feuillade.

## Trama
Gli zii di Bébé vengono per una seduta notturna spiritica (di grande voga in quel periodo) e lui è tagliato fuori. Decide allora di vendicarsi legando dei fili a dei vasi e facendoli rompere creando grande spavento tra i parenti.

## Produzione
Il film fu prodotto dalla Société des Etablissements L. Gaumont.

## Distribuzione
Distribuito dalla Société des Etablissements L. Gaumont, uscì nelle sale cinematografiche francesi nell'ottobre 1912.